# Método GeWorko

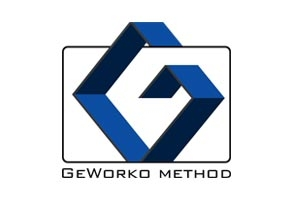

Método GeWorko (GeWorko method) é o método de criação de instrumentos financeiros sintéticos com base num conjunto simples de activos; moedas, ações, futuros de mercadorias, e assim por diante. Uma das características distintivas do método é a forma de expressar o valor do activo de base, ou a carteira, através do valor do ativo cotado ou a carteira de ativos, com base na proporção de seus preços. O método GeWorko expande o modelo de taxas cruzadas de divisas para atingir os ativos e carteiras arbitrárias.
O resultado da aplicação deste método é a criação dum instrumento Composto Pessoal (PCI), o que tem cotações históricas geradas, e pode ser sujeito a operações de compra/venda de acordo com o volume selecionado. O conjunto de estratégias de negociação que podem ser implementadas com PCI, inclui, mas não está limitado com o comércio de pares de arbitragem, o comércio de spread e carteira de investimentos. 
A composição e a estrutura do instrumento pessoal relaciona-se diretamente com o terminal comercial, o que fornece a opção de criar instrumento compostos - como a plataforma comercial NetTradeX. Método GeWorko expressa uma abordagem individual do cliente à análise dos mercados financeiros, já que permite comparar o valor dos ativos ou grupos de ativos, com fim de prever o passo relativo do desenvolvimento das indústrias e empresas, com base na opinião pessoal fundamental sobre os mercados.